# Salgado Filho (político)
Joaquim Pedro Salgado Filho (Porto Alegre, 2 de julho de 1888 – São Francisco de Assis, 30 de julho de 1950) foi um magistrado e político brasileiro.

## Origens e carreira pública
Filho de Joaquim Pedro Salgado e de Maria Josefa Artayeta Palmeiro, concluiu a Faculdade Livre de Direito do Rio de Janeiro em 1908. Em 1930, deu apoio à candidatura oposicionista de Getúlio Vargas à presidência da República, lançada pela Aliança Liberal. Apesar de derrotado nas urnas, Vargas acabou sendo levado ao poder pelo movimento político-militar que depôs o presidente Washington Luís e impediu a posse do candidato eleito, Júlio Prestes.
Com a posse do novo governo, em novembro de 1930, Salgado Filho foi nomeado delegado auxiliar de polícia na capital federal. Meses depois, assumiu a chefia da Polícia do Distrito Federal. Em abril de 1932, foi nomeado ministro do Trabalho, Indústria e Comércio em substituição a Lindolfo Collor, após a crise política que afastou diversos representantes gaúchos do governo federal. Durante sua gestão no ministério, instituiu comissões mistas para julgar conflitos entre empregadores e empregados, promoveu a regulamentação do trabalho feminino e do horário de trabalho na indústria e no comércio, ocupou-se da organização de sindicatos profissionais e instituiu a carteira profissional.
Deixou o ministério em julho de 1934, elegendo-se, a seguir, deputado federal classista, representação prevista na Constituição promulgada naquele ano, como representante dos profissionais liberais. A 20 de janeiro de 1934, foi agraciado com o grau de Grã-Cruz da Ordem de Benemerência, de Portugal. Em novembro de 1937, apoiou o golpe de Estado promovido por Vargas que implantou o Estado Novo. Em 1938, foi nomeado ministro do Superior Tribunal Militar (STM), aposentando-se em janeiro de 1941. Dois dias depois foi designado para dirigir o recém-criado Ministério da Aeronáutica, tornando-se o seu primeiro titular brasileiro. Ele também ajudou à criar o 1º Grupo de Aviação de Caça, sendo um grupo muito importante para a ação brasileira durante a Segunda Guerra Mundial. Foi um dos criadores do Correio Aéreo Nacional e da Escola de Aeronáutica, que resultou na separação da Força Aérea Brasileira do Exército. Estimulou a criação de aeroportos para aviação comercial no Brasil. Desempenhou papel importante nas negociações entre os governos brasileiro e norte-americano que acabaram levando o Brasil a ceder pontos de seu litoral como bases militares dos Aliados na Segunda Guerra Mundial. Durante esse conflito, visitou as bases da Força Aérea Brasileira (FAB), na Itália. Deixou o ministério em outubro de 1945, após a deposição de Vargas.
Em 1947, elegeu-se senador pelo Rio Grande do Sul na legenda do Partido Trabalhista Brasileiro (PTB), agremiação estruturada sobre as bases sindicais vinculadas ao Ministério do Trabalho. Em 1948, passou a ocupar a vice-presidência nacional do PTB. Na prática, o cargo equivalia à presidência de fato, já que Vargas exercia a presidência em caráter honorário.
Nas eleições presidenciais de 1950, exerceu importante papel de ligação entre Vargas, novamente candidato, e elementos do Partido Social Democrático (PSD), que acabaram o apoiando. Nesse mesmo pleito foi indicado, pelo PTB, candidato ao governo gaúcho.

## Morte
Candidato a governador do Rio Grande do Sul, morreu num acidente aéreo na tarde do dia 30 de julho de 1950, rumo a um encontro com Getúlio Vargas em São Borja, quando o bimotor Lockheed L-18 Lodestar de prefixo PP-SAA apelidado de “Cidade de São Pedro do Rio Grande” de propriedade da SAVAG e operado pelo piloto Gustavo Cramer, chocou-se contra o morro Cerro dos Cortelini no Rincão dos Dornelles, segundo distrito de São Francisco de Assis. Todos que estavam a bordo da aeronave; o piloto, co-piloto, um mecânico, um telegrafista e um familiar do senador também morreram no acidente.
Uma curiosidade que envolve a morte do Senador Salgado Filho foi o fato dele já ter escapado de um outro acidente aéreo, o acidente com o voo 99 da PANAIR, matando todas as 50 pessoas a bordo no dia 28 de julho de 1950, apenas dois dias antes de sua morte.

## Homenagens póstumas
Em 27 de maio de 1951, foi admitido post-mortem no quadro suplementar da Ordem do Mérito Aeronáutico, no grau de Grande Oficial
O Aeroporto Internacional Salgado Filho SBPA em Porto Alegre, e o Aeroporto Salgado Filho SDZC em São Carlos, foram assim denominados em sua homenagem.
Além das homenagens supracitadas, são várias as manifestações de apreço ao magistrado e político gaúcho pelo Brasil, como por exemplo as cidades de Salgado Filho no Paraná e Senador Salgado Filho no Rio Grande do Sul, os bairros de Salgado Filho em Belo Horizonte, Salgado Filho em Aracaju e Salgado Filho em Marília, as avenidas Av. Salgado Filho em Porto Velho, Av. Salgado Filho em Porto Alegre, Av. Senador. Salgado Filho em Curitiba, Av Senador Salgado Filho em Juiz de Fora, Minas Gerais, Av. Senador Salgado Filho em Natal e a Av. Senador Salgado Filho em Caçador, Santa Catarina; a rua Joaquim Pedro Salgado Filho em Porto Alegre, as praças Pedro Salgado em Osasco e a Praça Ministro Salgado Filho em Recife, o Instituto Estadual de Educação Salgado Filho em São Francisco de Assis, a Escola Municipal Salgado Filho em Belo Horizonte, o Hospital Municipal Salgado Filho no Rio de Janeiro entre diversas outras homenagens, como também diversas ruas de bairros, como Jardim União em Cuiabá, que leva o seu sobrenome Salgado Filho.  